# SK 's Gravenwezel-Schilde
SK 's Gravenwezel-Schilde is een Belgische voetbalclub uit 's-Gravenwezel. De club is aangesloten bij de KBVB met stamnummer 1089 en heeft rood en zwart als clubkleuren. De club speelde in haar bestaan drie jaar in de nationale reeksen.

## Geschiedenis
In 1946 werd SK 's Gravenwezel opgericht en de club sloot zich aan bij de Belgische Voetbalbond. 's Gravenwezel ging er in de provinciale reeksen spelen.
In 1971 slaagde men er voor het eerst in de nationale bevorderingsreeksen of Vierde Klasse te bereiken. Daar kon men zich aanvankelijk goed handhaven en het eerste seizoen eindigde men er als vijfde. Het volgend seizoen eindigde men nog in de middenmoot, maar in 1974 eindigde men op twee na laatste. Na drie seizoenen nationaal voetbal degradeerde de club zo weer naar de provinciale reeksen. KSK 's Gravenwezel zakte er verder weg naar de lagere reeksen.
In het begin van de 21ste eeuw klom KSK 's Gravenwezel weer op van Derde naar Tweede Provinciale en in 2008 promoveerde men weer naar Eerste Provinciale, het hoogste provinciale niveau. In 2013 zakte men echter weer naar Tweede Provinciale. In 2013 ging men ook een sportieve samenwerking aan met gemeentegenoot Schilde SK, aangesloten bij de KBVB met stamnummer 1089 en dat moment in Vierde Provinciale actief. In 2014 kwamen de voorzitters van beide clubs uiteindelijk ook tot een akkoord om een effectieve fusie aan te gaan. Meerdere bestuursleden van KSK Schilde verzetten zich echter tegen de fusie en spanden met succes een juridische procedure aan, waardoor de fusie niet door ging. In kortgeding werd de beslissing tot fusie geschorst. Daarna werd deze uitspraak over de volledige lijn bevestigd door de rechter in eerste aanleg.
Ondertussen besloot KSK 's Gravenwezel wel vooruit te lopen op de fusie en de clubnaam werd al gewijzigd in SK 's Gravenwezel-Schilde. In de zomer 2015 werd uiteindelijk toch een fusie doorgevoerd. De fusieclub ging als SK 's Gravenwezel-Schilde nu verder onder stamnummer 1089 van KSK Schilde; stamnummer 4536 van 's Gravenwezel werd geschrapt.
De fusieploeg werd in het seizoen 2021/22 tweede in 2e Provinciale A, en bewerkstelligde zo de promotie naar 1e Provinciale. 

## Resultaten
| Als SK 's Gravenwezel-Schilde |    |    |     |     |     |     |      |       |      |                                                          |                                                          |                                                          |
| 2015/16                       |    |    |     |     |     | 14  |      |       |      | Eerste Prov. Antw.                                       | 30                                                       | Degradatie                                               |
|                               | 1A | 1B | 1Am | 2Am | 3Am | P.I | P.II | P.III | P.IV | Vanaf 2016-17 zijn er 3 nationale en 2 regionale niveaus | Vanaf 2016-17 zijn er 3 nationale en 2 regionale niveaus | Vanaf 2016-17 zijn er 3 nationale en 2 regionale niveaus |
| 2016/17                       |    |    |     |     |     |     | 5    |       |      | Tweede Prov. Antw. A                                     | 51                                                       |                                                          |
| 2017/18                       |    |    |     |     |     |     | 8    |       |      | Tweede Prov. Antw. A                                     | 46                                                       |                                                          |
| 2018/19                       |    |    |     |     |     |     | 2    |       |      | Tweede Prov. Antw. A                                     | 58                                                       | Promotie naar 1ste provinciale.                          |
| 2019/20                       |    |    |     |     |     | 14  |      |       |      | Eerste Prov. Antw.                                       | 24                                                       | Degradatie                                               |
| 2020/21                       |    |    |     |     |     |     | -    |       |      | Tweede Prov. Antw. A                                     | -                                                        | Seizoen geschrapt wegens Covid-19                        |
| 2021/22                       |    |    |     |     |     |     | 2    |       |      | Tweede Prov. Antw. A                                     | 62                                                       | Promotie naar 1ste provinciale.                          |
| 2022/23                       |    |    |     |     |     | 8   |      |       |      | Eerste Prov. Antw.                                       | 43                                                       |                                                          |
| 2023/24                       |    |    |     |     |     | 14  |      |       |      | Eerste Prov. Antw.                                       | 29                                                       | Degradatie                                               |
| 2024/25                       |    |    |     |     |     |     | 3    |       |      | Tweede Prov. Antw. A                                     | 53                                                       |                                                          |
| 2025/26                       |    |    |     |     |     |     |      |       |      | Tweede Prov. Antw. A                                     |                                                          |                                                          |